# Kanton Saint-Paul-2
Kanton Saint-Paul-2 (francouzsky Canton de Saint-Paul-2) je francouzský kanton v departementu Réunion v regionu Réunion. Tvoří ho pouze část města Saint-Paul.